# Ya'akov Nehoshtan
Ya'akov Nehoshtan (hébreu : יעקב נחושתן), né le 22 avril 1925 à Kazanlak et mort le 17 avril 2019, est un homme politique et diplomate israélien. 
Il est membre de la Knesset pour Gahal de 1969 à 1974 et ambassadeur d'Israël aux Pays-Bas de 1982 à 1985.

## Biographie
Né à Kazanlak en Bulgarie, Ya'akov Nehoshtan étudie au lycée à Vratsa et est membre du mouvement de jeunesse sioniste Hachomer Hatzaïr. Il fait son alya en Palestine mandataire en 1944 et étudie le droit à l'Université hébraïque de Jérusalem, obtenant ainsi le titre d'avocat. Il rejoint l'Irgoun en 1944 et est arrêté par les autorités britanniques l'année suivante et exilé dans un camp de détention en Érythrée. En 1947, il fut transféré dans un camp au Kenya. 
En 1948, il est parmi les fondateurs de Hérout. Il devient président de la branche du parti à Jérusalem en 1968 et, l'année suivante, est élu à la Knesset sur la liste de Gahal (une alliance de Herut et du parti libéral). Il perd son siège aux élections de 1973. 
En 1979, il est nommé chef de mission adjoint à l'ambassade d'Israël à Washington, et en 1982 ambassadeur aux Pays-Bas, poste qu'il occupe jusqu'en 1985.

### Famille
Son fils, Ido, a été commandant de l'armée de l'air israélienne. 